# پدر مجلس

پادشاهی متحده بریتانیا و ایرلند شمالی

پدر مجلس یا پدر خانه (به انگلیسی: Father of the House)‏ عنوانی است سنتی و غیررسمی که در بریتانیا به عضوی خاص از اعضای مجلس قانونگذاری اعطا می‌شود. در بعضی دوره‌ها ترجیح داده شده که این عنوان به مسن‌ترین فرد داده شود اما در دوره‌های دیگر این عنوان به طولانی‌ترین دوران خدمت به عنوان نماینده اعطا شده‌است.

مادر مجلس نیز به وجود آمده‌است که در کشورهای مختلف کاربردهای متفاوتی دارد. با این حال در مجلس عوام این عنوان معمولاً برای جانشین پدر مجلس گفته می‌شود زمانی که عضو مورد نظر مؤنث باشد.

سر هنری کمپل-بانرمن تنها فردی است که هم‌زمان دو عنوان نخست‌وزیری و پدر مجلس را در اختیار داشته‌است.

از سال ۲۰۱۹ این عنوان در اختیار سر پیتر بوتوملی از حزب محافظه کار (بریتانیا) است.